# Marsi (germansko pleme)
Marsi (nemško Marser) so bili majhno germansko pleme, naseljeno med rekami Ren,Ruhr in Lippe v severozahodni Nemčiji. Domneva se, da so bili del Sikambrov, ki jim je uspelo ostati vzhodno od Rena, potem ko je bila večina Sikambrov preseljena s tega območja. Strabon opisuje Marse kot primer germanskega plemena, ki so prvotno živeli na območju Rena, a se je zaradi vojne z Rimskim cesarstvom preselilo globoko v Veliko Germanijo.

## Zgodovina
Tacit jih večkrat omenja, zlasti v kontekstu vojn Germanika. Bili so del plemenske koalicije heruškega vojnega voditelja, bivšega rimskega talca in častnika ter izdajalca Rima Arminija, ki je leta 9 našega štetja uničil tri rimske legije pod Publijem Kvintilijem Varusom v bitka v Tevtoburškem gozdu. Germanik, ki se je želel maščevati za ta poraz je leta 14 našega štetja z 12.000 legionarji, 26 kohortami pomožnih vojakov in osmimi konjeniškimi eskadri vdrl v deželo Marsov. Marse so pobili med festivalom v bližini templja, posvečenega Tamfani. Po Tacitu je bilo območje 50 rimskih milj opustošeno z ognjem in mečem: "Noben spol, nobena starost ni našla usmiljenja." Iz obdobja rimske kampanje leta 16 našega štetja so odkrili ostanke enega legionarskega orla.
Na starodavne Marse spominjajo nekatera moderna imena mest, zlasti Marsberg s svojo četrtjo Obermarsberg v vzhodnem Severnem Porenju-Vestfaliji in Volkmarsen v severnem Hessenu. Toda zgodnje različice imena Marsberg so 'Eresburg', omenjen v delu Royal Frankish Annals, in 'Heresburg' v delu The Deeds of the Saxons avtorja Widukinda Corveyskija. Volkmarsen je prvič omenjen leta 1155 kot Volkmaressen,, ki izhaja iz Volkmarshusena in pomeni "v hišah Volkmar".

### Voditelji Marsov
1. Mallovendus, ok. 15 n. št.[8]